# Estrategia de trading
Una estrategia de trading es un plan fijo que está diseñado para lograr un rendimiento rentable operando en corto o en largo en los mercados. Las principales razones por las que una estrategia de trading ayuda son su verificabilidad, consistencia y objetividad. El desarrollo y la aplicación de una estrategia de trading tiene ocho pasos:
1. Formulación.
2. Especificación en forma comprobable por computadora.
3. Prueba preliminar.
4. Optimización.
5. Evaluación de rendimiento y solidez.
6. Negociación de la estrategia.
7. Monitoreo del desempeño comercial.
8. Refinamiento y evolución.

Para cada estrategia de negociación, se requiere definir los activos a ser operados, los puntos de entrada y salida, y las reglas de administración de dinero. La mala administración del dinero puede hacer que una estrategia potencialmente rentable no sea rentable.
Las estrategias de negociación se basan en el análisis técnico o en el análisis fundamental, o una mezcla de ambos. Las estrategias técnicas se pueden dividir ampliamente en los grupos de reversión a la media y momento. También hay estrategias específicas, como "Vender en mayo y marcharse, pero recuerda volver en septiembre". Las estrategias de negociación generalmente se verifican mediante pruebas retrospectivas, donde el proceso debe seguir el método científico y mediante pruebas prospectivas ("trading de papel") donde se prueban en un entorno comercial simulado. Se ha demostrado que las señales de momentum (por ejemplo, un máximo de 52 semanas) tienen éxito en las estrategias de negociación y son utilizadas por los analistas financieros en sus recomendaciones de compra y venta.

## Tipos de estrategias de trading
El término estrategia de trading puede ser usada 
El término estrategia de trading puede, en resumen, ser utilizado por cualquier plan fijo de negociación de un instrumento financiero, pero el uso general del término está dentro del trading asistido por computadora, donde se implementa una estrategia de trading como un aplicativo para el trading automatizado.
- Largo/corto. Una estrategia de largo/corto consiste en la selección de un universo de acciones y clasificarlas de acuerdo a un factor alfa combinado. Dado los rankings operamos en largo las acciones con mejor rendimiento y en corto las de menor rendimiento.

- Trading de pares. Una estrategia de trading de pares consiste en identificar pares de acciones y tomar una combinación lineal del precio para que su resultado sea estacionario en el tiempo. Podemos computar los z-scores para la señal estacionaria y operar en el margen asumiendo una reversión: operar en largo los activos superiores y en corto los activos inferiores.

- Estrategia de Swing trading. Los Swing traders compran o venden activosy los mantienen por más de un día.[4]

- Scalping (trading). El Scalping es un método que realiza docenas o cientos de operaciones por día, para obtener una pequeña ganancia al explotar el margen de compra/venta (hoy día este estilo de trading está reservado casi con exclusividad a los algoritmos) [5]

- Day trading. El Day trading es hecho por los traders profesionales. El day trading es un método consistente en la compra y venta de un activo financiero dentro de un mismo día y realizan operaciones más pequeñas cada día en movimientos de precios más pequeños.[6]

- Trading según noticias. Las noticias son una habilidad esencial para la gestión adecuada de la cartera y el rendimiento a largo plazo es la técnica de obtener beneficios mediante el intercambio de instrumentos financieros (acciones, divisas ...) justo a tiempo y de acuerdo con la ocurrencia de eventos.[7]

- Trading de señales. El trading de señales es un método que consiste en adquirir señales de un proveedor. Es un método muy efectivo para determinar el mejor tiempo para comprar o vender un instrumento financiero.[8] La sumatoria de las previsiones de los analistas a menudo se utilizan en las estrategias de inversión de momentum.[3]

- Social trading. Social trading consiste en replicar la operativa de traders expertos.

- [[Smart Money Concepts (ICT)[9]]]. Es una estrategia de trading que se centra en identificar lo que están haciendo los traders institucionales e imitar su operativa. Con ella, los traders particulares evitan convertirse en la liquidez de los grandes inversores.

Todas las estrategias de trading son de especulación financiera que en el campo moral religioso es negativa y debe evitarse tanto como comportamiento individual como porque puede causar un daño significativo a la economía real y al bien común.

## Desarrollo
Una estrategia de trading se desarrolla mediante los siguientes métodos:
- Trading automatizado: Mediante programación o desarrollo visual.
- Trading discrecional: Mediante el uso de papel y lápiz aprendiendo de las caídas durante el trading.

## Medición del rendimiento
Por lo general, el desempeño de una estrategia de trading se mide sobre la base ajustada al riesgo. Probablemente la medida de rendimiento ajustada al riesgo más conocida es la relación de Sharpe o Ratio Sharpe. Sin embargo, en la práctica, por lo general, se compara el rendimiento esperado con la volatilidad de los rendimientos o la caída máxima. Normalmente, un mayor rendimiento esperado implica una mayor volatilidad. La elección de la compensación riesgo-recompensa depende en gran medida de las preferencias de riesgo del operador. A menudo, el rendimiento se mide con respecto a un punto de referencia, el más común es un fondo negociado en bolsa en un índice bursátil. A largo plazo, una estrategia que actúa de acuerdo con el criterio de Kelly supera a cualquier otra estrategia. Sin embargo, el enfoque de Kelly fue duramente criticado por Paul Samuelson.

## Ejecución de la estrategia
Una estrategia de trading puede ser ejecutada por un operador (trading discrecional) o ser automatizada (trading automatizado). El trading discrecional requiere una gran habilidad y disciplina. Es tentador para el comerciante desviarse de la estrategia, que generalmente reduce su rendimiento.
Una estrategia de trading automatizada incluye las fórmulas de trading en los sistemas de orden y ejecución automatizados. Las técnicas avanzadas de modelado informático, combinadas con el acceso electrónico a datos e información del mercado mundial, permiten a los operadores que utilizan una estrategia comercial tener un punto de vista único en el mercado. Una estrategia de trading puede automatizar todo o parte de su cartera de inversiones. Los modelos de trading electrónico se pueden ajustar a estilos de negociación conservadores o agresivos.